# Ернст Август I (Саксония-Ваймар-Айзенах)
Ернст Август I фон Саксония-Ваймар (на немски: Ernst August I von Sachsen-Weimar; * 19 април 1688, Ваймар; † 19 януари 1748, Айзенах) от Ернестинските Ветини е от 1707 до 1741 г. херцог на Саксония-Ваймар, от 1741 г. също и на Саксония-Айзенах и от 1741 до 1748 г. на Саксония-Ваймар-Айзенах.

## Живот
Син е на херцог Йохан Ернст III (1664 – 1707) и първата му съпруга принцеса София Августа фон Анхалт-Цербст (1663 – 1694), дъщеря на княз Йохан VI фон Анхалт-Цербст.
След смъртта на баща му от 1707 г. Ернст Август I е съ-регент с чичо му Вилхелм Ернст. На 24 януари 1716 г. той се жени в Нинбург за принцеса Елеонора Вилхелмина фон Анхалт-Кьотен (1696 – 1726), вдовица на Фридрих Ердман, наследствен принц на Саксония-Мерзебург (1691 – 1714), дъщеря на княз Емануел Лебрехт фон Анхалт-Кьотен.
След смъртта на чичо му Вилхелм Ернст през 1728 г. Ернст Август I поема сам управлението. Той живее разточително.
Останал вдовец през 1726 г. на 7 април 1734 г. Ернст Август I се жени в Байройт втори път за маркграфиня София Шарлота Албертина (1713 – 1747), дъщеря на маркграф Георг Фридрих Карл фон Бранденбург-Байройт.
През 1741 г. Ернст Август I наследява херцог Вилхелм Хайнрих фон Саксония-Айзенах. От 1741 г. страната се нарича Саксония-Ваймар-Айзенах.
Ернст Август I се жени трети път за Фридерика фон Маршал.
Той оставя със смъртта си финансово руинирана страна и един малолетен наследник на трона. Неговият саркофаг се намира в княжеската гробница в историческото гробище Ваймар.
- Херцог Ернст Август I фон Саксония-Ваймар
- Елеанора Вилхелмина, 
първа съпруга
- София Шарлота Албертина,
втора съпруга

## Деца
От Елеонора Вилхелмина фон Анхалт-Кьотен има децата:
- Вилхелм Ернст (1717 – 1719), наследствен принц на Саксония-Ваймар
- Вилхелмина Августа (1717 – 1752)
- Йохан Вилхелм (1719 – 1732), наследствен принц на Саксония-Ваймар
- Шарлота Агнес (1720 – 1724)
- Йохана Елеанора (1721 – 1722)
- Ернестина Албертина (1722 – 1769), омъжена на 6 май 1756 г. за граф Филип II Ернст фон Шаумбург-Липе (1723 – 1787)
- Бернардина Христиана (1724 – 1757), омъжена на 19 ноември 1744 за княз Йохан Фридрих I фон Шварцбург-Рудолщат (1721 – 1777)
- Емануел Фридрих (1725 – 1729).

От София Шарлота Албертина има децата:
- Карл Август (1735 – 1736), наследствен принц на Саксония-Ваймар
- Ернст Август II Константин (1737 – 1758), херцог на Саксония-Ваймар и Саксония-Айзенах, женен 1756 г. за Анна Амалия фон Брауншвайг-Волфенбютел (1739 – 1807)
- Ернестина Августа София (1740 – 1786), омъжена на 1 юли 1758 г. за херцог Ернст Фридрих III фон Саксония-Хилдбургхаузен (1727 – 1780)
- Ернст Адолф Феликс (1741 – 1743)

От Фридерика фон Маршал има един син:
- Ернст Фридрих (1731 – 1810), фрайхер фон Брен, женен за Беата Хелена Борман († 1819).